# リーベンス投射器

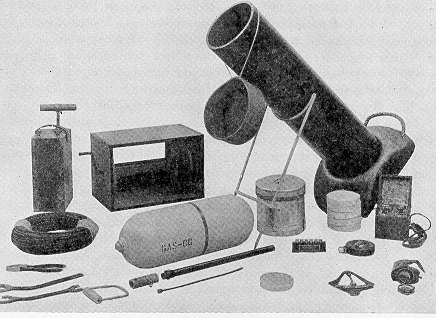
リーベンス投射器本体と周辺機器一式。

リーベンス投射器（Livens Projector）とは第一次世界大戦でイギリス陸軍が使用した化学兵器投射器であり、開発者のイギリス陸軍工兵隊のウィリアム・ハワード・リーベンス（William Howard Livens）大尉にちなんで名付けられた.
単純な直径8インチの鉄パイプに火薬と化学兵器（塩素かホスゲン）の詰まった重さ13.61kgのボンベを装填して電気発火で一斉に投射するだけの極めて簡単な構造で、当時発射も容易であった。照準の調節機能もなくただ前方1500mあたりに毒ガスをばらまくだけの兵器である。パイプにライフリングは無く、大砲よりも着弾精度は低いが、ガス投射目的のためには十分であった。その構造から迫撃砲の一種として扱うこともあるが、砲弾はガス弾のみであり榴弾などは用意されていない。
ソンムの戦いにおいて初めて使用されて以降第一次世界大戦終結まで使用され、パッシェンデールの戦いで290台のリーベンス投射器から毒ガスの一斉投射が実施された。

## スペック
- 使用期間：1916-1918
- 生産数
  - 投射器：140,000器
  - 砲弾：400,000発
- 口径：8インチ（203mm）
- 仰角：45度固定
- 射程：1500m固定

## ギャラリー

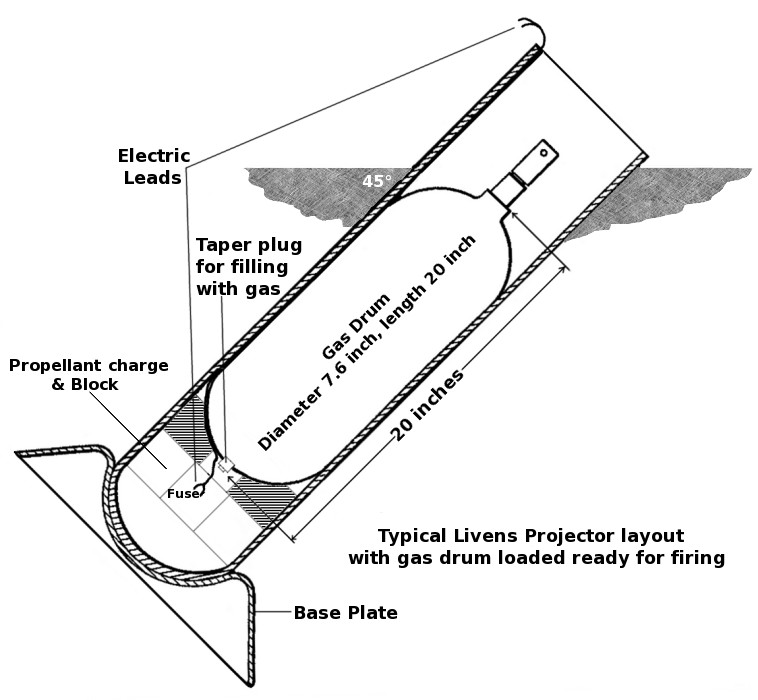
配置例。 砲口を露出する形で地面に埋めて配備する。
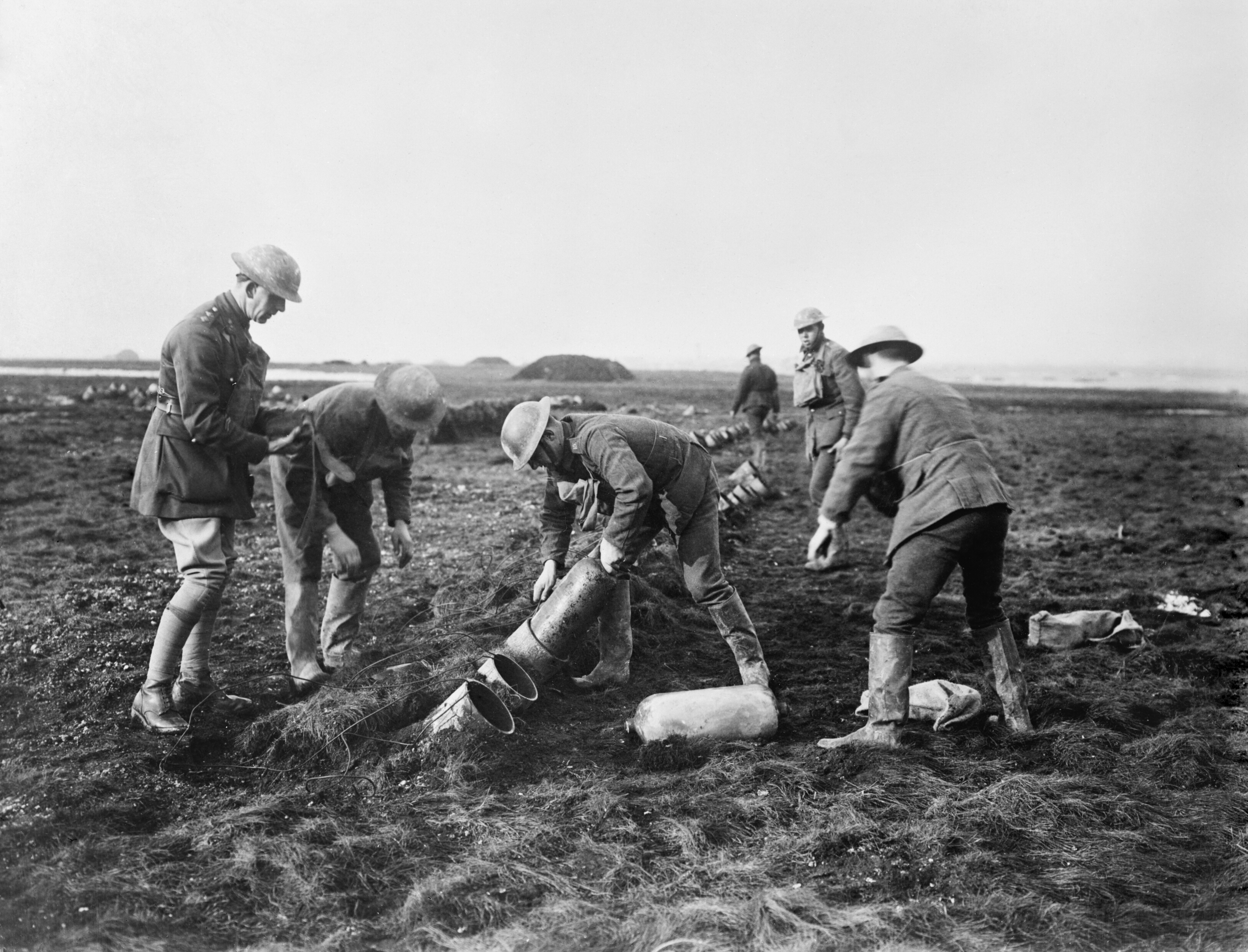
リーベンス投射器に毒ガス弾を装填するイギリス兵。
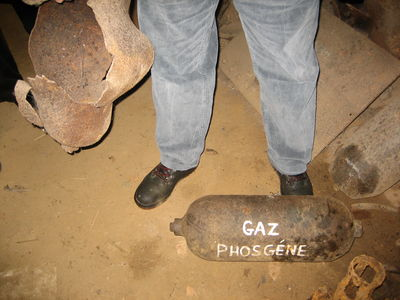
2006年にフランスのソンムにて発掘されたガス弾。横に「GAS PHOSGENE」と書かれている。